# Dänische Badmintonmeisterschaft 1966
Die Dänische Badmintonmeisterschaft 1966 fand in Kopenhagen statt. Es war die 36. Austragung der nationalen Titelkämpfe im Badminton in Dänemark.

## Titelträger
| Disziplin    | Sieger                                                |
| ------------ | ----------------------------------------------------- |
| Herreneinzel | Svend Pri, Amager BC                                  |
| Dameneinzel  | Lizbeth von Barnekow, Charlottenlund BK               |
| Herrendoppel | Finn Kobberø Jørgen Hammergaard Hansen, Københavns BK |
| Damendoppel  | Karin Jørgensen Ulla Strand, Københavns BK            |
| Mixed        | Finn Kobberø Ulla Strand, Københavns BK               |